# Gerhard Seyfried
Gerhard Seyfried (né le 15 mars 1948 à Munich) est un auteur de bande dessinée, illustrateur, caricaturiste et romancier allemand.

## Biographie
Seyfried débute dans la presse alternative et devient rapidement l'un des dessinateurs les plus populaires de l'underground allemand. Inspiré par Gilbert Shelton, il défend les idées de la contre-culture. À partir de 2004, il devient également romancier.

## Distinction
- 1990 : Prix Max et Moritz du meilleur auteur germanophone
- 2013 : Prix Wilhelm Busch (de) pour l'ensemble de son œuvre